# Mecommopsis
Mecommopsis is een geslacht van wantsen uit de familie van de Miridae (blindwantsen). Het geslacht werd voor het eerst wetenschappelijk beschreven door Izjaslav Kerzjner in 1979.

## Soorten
Het genus is monotypisch en bevat alleen de volgende soort:

- Mecommopsis cruciata Kerzhner, 1979